# Општина Риени (Бихор)
Риени (рум. Rieni) општина је у Румунији у округу Бихор.
Oпштина се налази на надморској висини од 237 m.